# Let Them Eat Jellybeans
Let Them Eat Jellybeans – składanka wydana w 1981 roku przez firmę Alternative Tentacles promująca w znacznej mierze wykonawców z nią związanych.

## Lista utworów
1. Flipper – Ha Ha Ha
2. D.O.A. – The Prisoner
3. Black Flag – Police Story
4. Bad Brains – Pay to Cum
5. Dead Kennedys – Nazi Punks Fuck Off!
6. Circle Jerks – Paid Vacation
7. Really Red – Prostitution
8. The Feederz – Jesus Entering from the Rear
9. Subhumans – Slave to My Dick
10. Geza X – Isotope Soap
11. BPeople – Persecution
12. Wounds – An Object
13. The Offs – Everyone's A Bigot
14. Anonymous – Corporate Food
15. Half Japanese – Fun Again
16. Christian Lunch – Joke's On You
17. Voice Farm – Sleep